# Whissendine
Whissendine – wieś w Anglii, w hrabstwie Rutland. Leży 7 km na północny zachód od miasta Oakham i 142 km na północ od Londynu. W 2001 miejscowość liczyła 1189 mieszkańców.